# Lijst van rijksmonumenten in Nisse
De plaats Nisse telt 16 inschrijvingen in het rijksmonumentenregister. Hieronder een overzicht.
| Object | Oorspronkelijke functie? | Bouwjaar      | Architect | Locatie                       | Coördinaten?                  | Nr.?   | Afbeelding                                                              |
| --- | ------------------------ | ------------- | --------- | ----------------------------- | ----------------------------- | ------ | ----------------------------------------------------------------------- |
| Dorpshuisje, onder pannendak met voorschild. Schuifvensters in zijgevel                                    | Woonhuis                 | 1817          |           | Dorpsplein 18                 | 51° 27' 20" NB, 3° 51' 8" OL  | 10001  | Dorpshuisje, onder pannendak met voorschild. Schuifvensters in zijgevel |
| Tweebeukig dwarshuis                                                                                       | Woonhuis                 |               |           | Dorpsplein 19                 | 51° 27' 19" NB, 3° 51' 8" OL  | 10002  | Meer afbeeldingen                                                       |
| Dwarshuis, eenbeukig, met afhang aan de achterzijde                                                        | Woonhuis                 |               |           | Dorpsplein 20                 | 51° 27' 19" NB, 3° 51' 8" OL  | 10003  | Meer afbeeldingen                                                       |
| Dwarshuis, met achterafhang                                                                                | Woonhuis                 |               |           | Dorpsplein 26                 | 51° 27' 17" NB, 3° 51' 4" OL  | 10004  | Meer afbeeldingen                                                       |
| Huisje dat tuitgevel met vlechtingen vertoont aan de zijde van het dorpsplein                              | Woonhuis                 |               |           | Dorpsplein 27                 | 51° 27' 17" NB, 3° 51' 4" OL  | 10005  | Meer afbeeldingen                                                       |
| Slot ter Nisse                                                                                             | Kasteel, buitenplaats    | laat 13e eeuw |           | Dorpsplein 25                 | 51° 27' 17" NB, 3° 51' 5" OL  | 10006  | Meer afbeeldingen                                                       |
| Boerderijtje, geel stenen woonhuis, met 9-ruits schuifvensters rood pannen zadeldak                        | Boerderij                |               |           | Dorpsplein 30                 | 51° 27' 19" NB, 3° 51' 3" OL  | 10007  | Meer afbeeldingen                                                       |
| Hervormde kerk                                                                                             | Kerk en kerkonderdeel    | 15e eeuw      |           | Dorpsplein 49                 | 51° 27' 19" NB, 3° 51' 5" OL  | 10008  | Meer afbeeldingen                                                       |
| Toren Hervormde kerk                                                                                       | Kerk en kerkonderdeel    | 14e eeuw      |           | Dorpsplein 49                 | 51° 27' 18" NB, 3° 51' 4" OL  | 10009  | Meer afbeeldingen                                                       |
| Pomp | Straatmeubilair          | 1750          |           | Dorpsplein tegenover 39       | 51° 27' 20" NB, 3° 51' 6" OL  | 10010  | Meer afbeeldingen                                                       |
| De Mooie Staak                                                                                             | Woonhuis                 | 1632          |           | Rondepolderdijk 1             | 51° 26' 41" NB, 3° 51' 40" OL | 10012  | Meer afbeeldingen                                                       |
| Het terrein, achter en terzijde van de boerderij Slot ter Nisse                                            | Kasteel, buitenplaats    |               |           | Dorpsstraat bij 91            |                               | 10013  | Meer afbeeldingen                                                       |
| Torenzicht                                                                                                 | Woonhuis                 | 1763          |           | Nissestelle 1                 | 51° 26' 2" NB, 3° 51' 14" OL  | 10014  | Meer afbeeldingen                                                       |
| Station Nisse: tramstation Nisse                                                                           | Transport                | 1927          |           | Palmboomseweg 1               | 51° 27' 17" NB, 3° 52' 50" OL | 509157 | Upload foto                                                             |
| Station Nisse: kleine goederenloods naast tramstation Nisse                                                | Opslag                   | 1927          |           | Palmboomseweg bij 1           | 51° 27' 17" NB, 3° 52' 50" OL | 509158 | Upload foto                                                             |
| Terrein waarin overblijfselen van het kasteel van de Heeren van Nisse met annex een vluchtberg/kasteelberg | Kasteel, buitenplaats    | 13e eeuw      |           |                               | 51° 27' 15" NB, 3° 51' 4" OL  | 45971  | Meer afbeeldingen                                                       |
| Pastorie                                                                                                   | Kerkelijke dienstwoning  | 1869          |           | Van der Poest Clementstraat 7 | 51° 27' 15" NB, 3° 51' 0" OL  | 509198 | Upload foto                                                             |